# 双侍者咖啡馆
双侍者咖啡馆（Les Deux Garçons）是普罗旺斯地区艾克斯市一个历史悠久的咖啡馆，位于米拉波大道53-2号。咖啡馆的三个厅及其装饰，以及雨篷，都被列为法国历史遗迹

## 历史

### 18 世纪和 19 世纪
双侍者咖啡馆设于1660 年建造的甘特公馆（hôtel de Gantès）。正如历史学家让-皮埃尔·卡塞利所写，它简称为2G，因为它历史上的多位业主的姓氏都有字母G。
在1650年米拉波大道开辟之前，此处是格罗斯先生经营的白马旅馆（Auberge du cheval blanc）。后者将其卖给甘特先生（Gantès），在此建造了甘特公馆。 18世纪，吉翁先生（Guion）买下了这座建筑，并在一楼布置了 Grand Cercle,为当地的贵族和资产阶级保留。 
1789年后，传给了盖林先生（Guérin），开设了朱利安咖啡馆。 
最后，在1840年，两个咖啡男孩，圭多尼（Guidoni）和盖里尼（Guérini）先生买下了咖啡馆，改用现在的名字。 

### 20世纪
在20世纪, 双侍者咖啡馆继续吸引了许多艺术家，如毕加索、让·谷克多、阿兰·德龙、弗朗西斯·普朗克，普罗旺斯地区艾克斯国际抒情艺术节的主角.，以及普罗旺斯本地名人亨利·博斯科、保罗·塞尚或达律斯·米约 。

### 21世纪

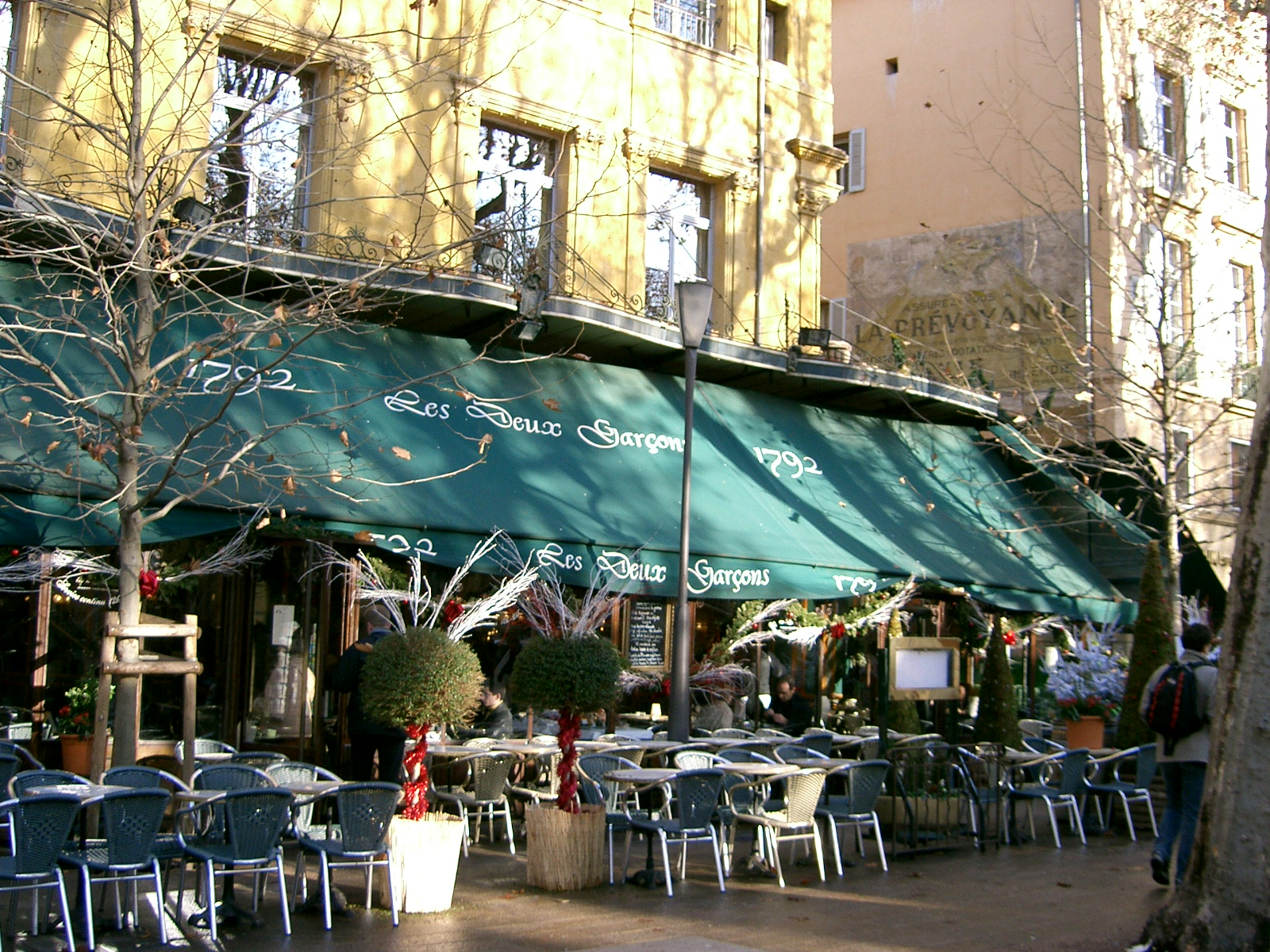
2004年

根据罗讷河口省的命令，咖啡馆于2019年6月7日关闭。
普罗旺斯地区艾克斯商事法院将咖啡馆判给一名商人和一位来自马赛的餐馆老板。然而，检察官对这一决定提出上诉，使新业主无法搬进房舍。.
2019年11月30日，咖啡馆发生火灾，被完全烧毁，破坏了建筑结构。.奇怪的是，最近的摄像头在火灾发生前就坏了。.